# Nada no henka matsuri
Nada no kenka matsuri (灘のけんか祭り, fête de la bagarre au front de mer) est une fête se déroulant au village de Shirahama (ja), dans la municipalité d'Himeji, préfecture de Hyōgo, au Japon. Elle a lieu tous les ans, du 14 au 15 octobre.
La fête comprend des défilés de chars. Et le 15, pour la fin de la fête, une danse du lion y est exécutée.

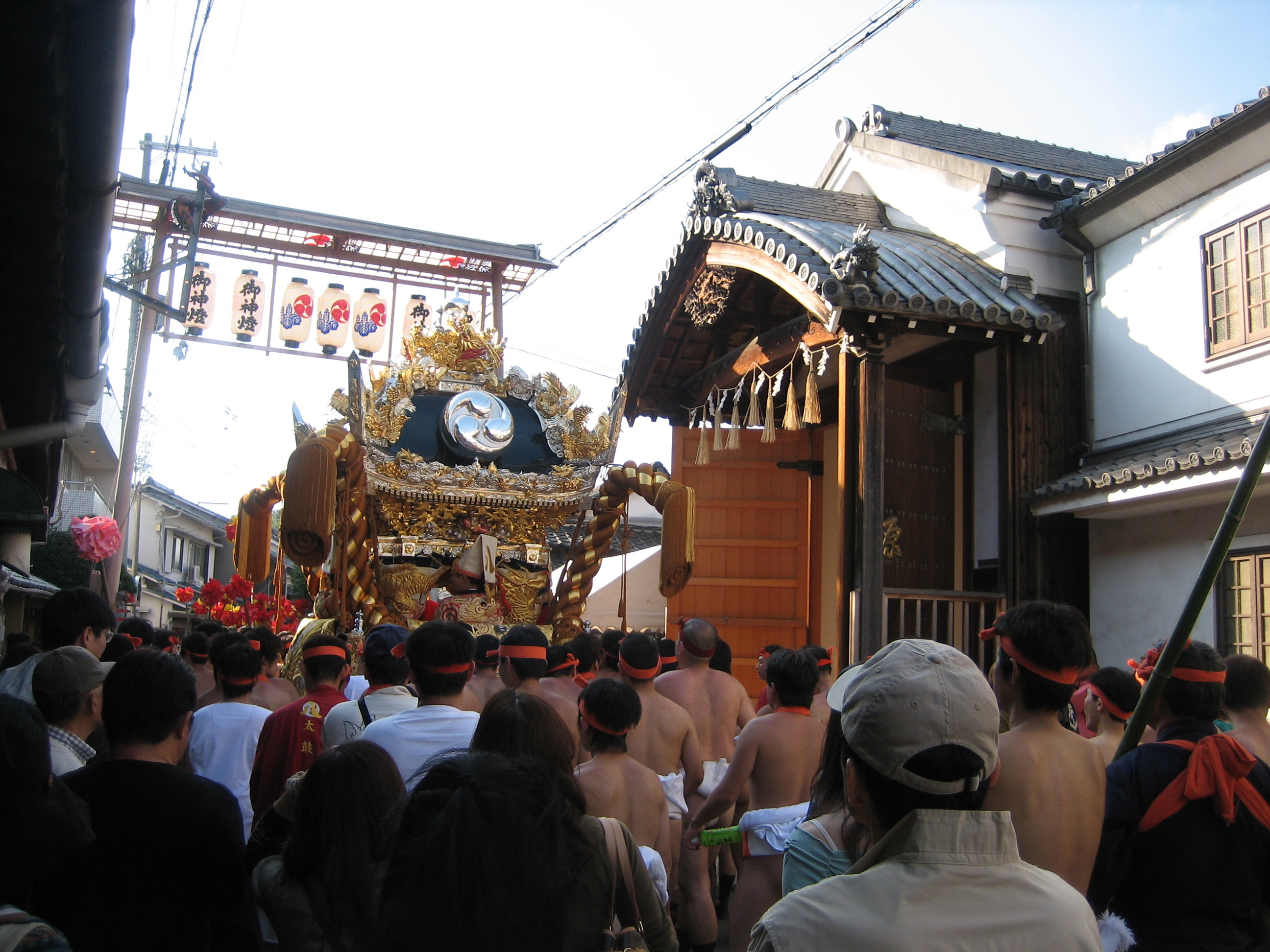
Char tiré dans les rues du village.
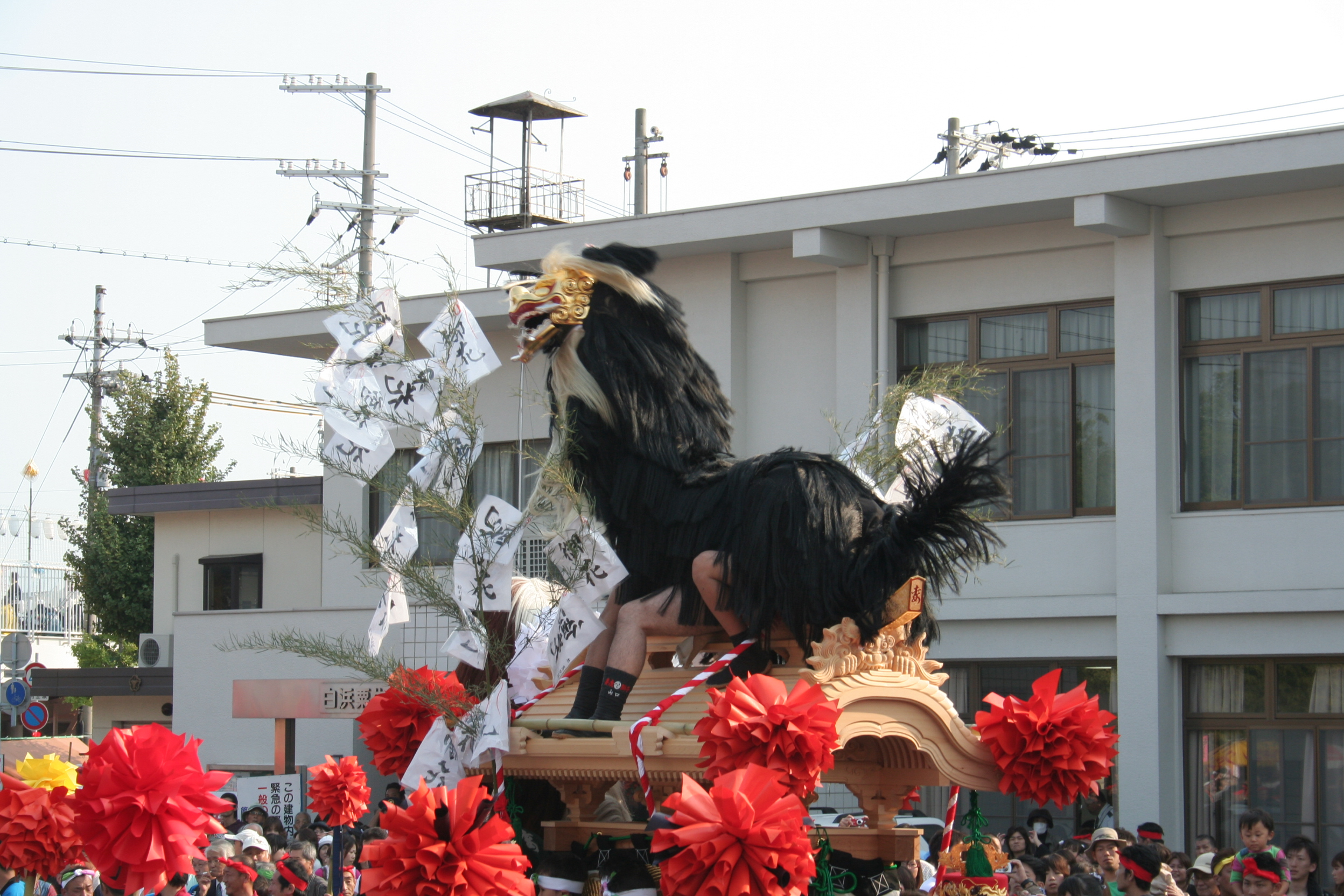
Danse du lion sur un char.
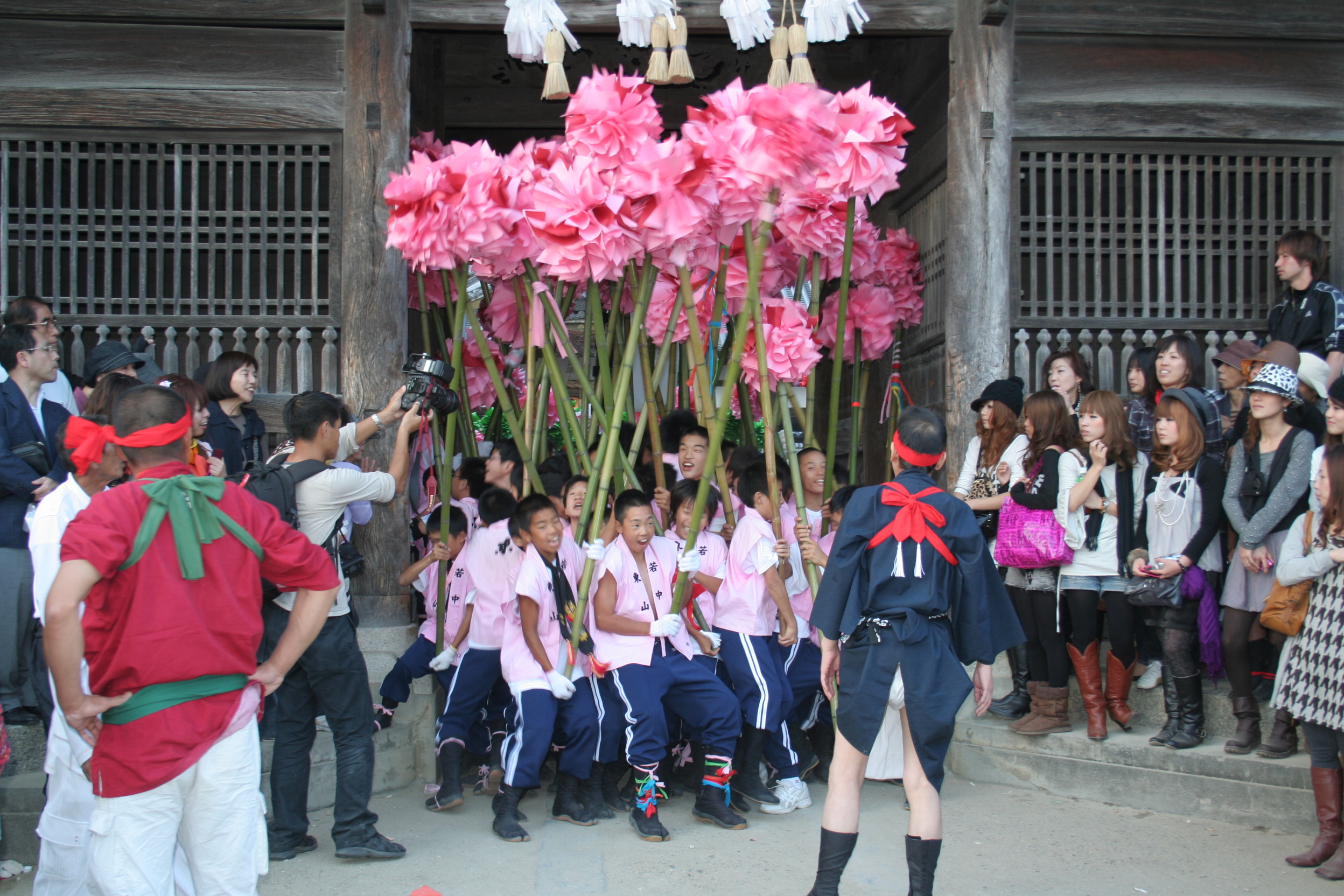
Enfants tenant des fleurs géantes en papier.